# Lista hokeistów New York Islanders
Lista wszystkich graczy New York Islanders w historii.

## A
Keith Acton,
Bruce Affleck,
Micah Aivazoff,
Mikael Andersson,
Niklas Andersson,
Dave Archibald,
Derek Armstrong,
Arron Asham,
Adrian Aucoin

## B
Bob Bassen,
Shawn Bates,
Ken Baumgartner,
Bob Beers,
Derek Bekar,
Jesse Belanger,
Ken Belanger,
Bryan Berard,
Bill Berg,
Sean Bergenheim,
Marc-Andre Bergeron,
Michel Bergeron,
Marc Bergevin,
Todd Bertuzzi,
Craig Berube,
Mathieu Biron,
Don Blackburn,
Jason Blake,
Eric Boguniecki,
Mike Bossy,
Joel Bouchard,
Bob Bourne,
Paul Boutilier,
Randy Boyd,
Eric Brewer,
Aris Brimanis,
Richard Brodeur,
Arnie Brown,
Sven Butenschon,
Shawn Byram

## C
Eric Cairns,
Ryan Caldwell,
Craig Cameron,
Chris Campoli,
Billy Carroll,
Zdeno Chára,
Aleksandr Charitonow,
Tom Chorske,
Dean Chynoweth,
Dave Chyzowski,
Wendel Clark,
Danton Cole,
Kevin Colley,
Rob Collins,
Jeremy Colliton,
Mike Comrie,
Pat Conacher,
Tim Connolly,
Bob Cook,
Neal Coulter,
Marcel Cousineau,
Adam Creighton,
Terry Crisp,
Doug Crossman,
Ted Crowley,
Jim Cummins,
Brian Curran,
Władimir Czebaturkin,
Mariusz Czerkawski

## D
J.J. Daigneault,
Brad Dalgarno,
Rod Dallman,
Craig Darby,
Johan Davidsson,
Jason Dawe,
Joe Day,
Gerry Desjardins,
Jarrett Deuling,
Kevin Devine,
Gerald Diduck,
Rob DiMaio,
Gord Dineen,
Rick DiPietro,
Ted Donato,
Mike Donnelly,
Jim Dowd,
Tom Draper,
Jude Drouin,
Ted Drury,
Wade Dubielewicz,
Mike Dunham

## E
Dallas Eakins,
John Erskine,
Shawn Evans

## F
Drew Fata,
Chris Ferraro,
Ray Ferraro,
Eric Fichaud,
Jeff Finley,
Tom Fitzgerald,
Mark Fitzpatrick,
Wade Flaherty,
Patrick Flatley,
Dave Fortier,
Corey Foster,
Iain Fraser

## G
Paul Gagne,
Germain Gagnon,
Garry Galley,
Bruno Gervais,
Greg Gilbert,
Clark Gillies,
Raymond Giroux,
Eric Godard,
Butch Goring,
Gerry Gray,
Dienis Griebieszkow,
Josh Green,
Rick Green,
Travis Green,
Richard Grenier,
Brent Grieve,
Jari Gronstrand,
Paul Guay

## H
Ari Haanpaa,
Jeff Hackett,
Sean Haggerty,
Bob Halkidis,
Kevin Haller,
Mats Hallin,
Jeff Hamilton,
Roman Hamrlík,
Mark Hamway,
Ron Handy,
Richie Hansen,
David Harlock,
Billy Harris,
Gerry Hart,
Neil Hawryliw,
Glenn Healy,
Raimo Helminen,
Darby Hendrickson,
Lorne Henning,
Dale Henry,
Ian Herbers,
Jason Herter,
Jamie Heward,
Ron Hextall,
Ernie Hicke,
Andy Hilbert,
Sean Hill,
Randy Hillier,
Goran Hogosta,
Benoit Hogue,
Jason Holland,
Mike Hordy,
Doug Houda,
Mike Hough,
Garry Howatt,
Scott Howson,
Tony Hrkac,
Kelly Hrudey,
Dave Hudson,
Brent Hughes,
Trent Hunter

## I
Brad Isbister

## J
Dane Jackson,
Craig Janney,
Mark Janssens,
Cole Jarrett,
Aleksiej Jaszyn,
Glenn Johannesen,
Andreas Johansson,
Randy Johnston,
Olli Jokinen,
Jorgen Jonsson,
Kenny Jonsson,
Tomas Jonsson,
Steve Junker

## K
Anders Kallur,
Yan Kaminsky,
Aleksandr Karpowcew,
Darius Kasparaitis,
Mike Kaszycki,
Mike Kennedy,
Alan Kerr,
Derek King,
Marko Kiprusoff,
Matt Koalska,
Juraj Kolnik,
Steve Konroyd,
Jewgienij Korolow,
Roger Kortko,
Wiktor Kozłow,
Jason Krog,
Richard Kromm,
Uwe Krupp,
Paul Kruse,
Tom Kurvers,
Dale Kushner,
Oleg Kwasza

## L
Scott Lachance,
Daniel Lacroix,
Pat LaFontaine,
Gord Lane,
Dave Langevin,
Claude Lapointe,
Reed Larson,
Brad Lauer,
Brian Lavender,
Mark Lawrence,
Derek Laxdal,
Walt Ledingham,
Bryan Lefley,
Ken Leiter,
Alan Letang,
Dave Lewis,
Jeff Libby,
Trevor Linden,
Mats Lindgren,
Brett Lindros,
Claude Loiselle,
Troy Loney,
Danny Lorenz,
Bob Lorimer,
Craig Ludwig,
Warren Luhning,
Brad Lukowich,
Chris Luongo,
Roberto Luongo

## M
Garth MacGuigan,
Bill MacMillan,
Mike MacWilliam,
Jim Mair,
Mikko Makela,
Władimir Małachow,
David Maley,
Dean Malkoc,
Don Maloney,
George Maneluk,
Eric Manlow,
Justin Mapletoft,
Brian Marchinko,
Hector Marini,
Chris Marinucci,
Masi Marjamaki,
Daniel Marois,
Bert Marshall,
Radek Martínek,
Steve Martins,
Wayne McBean,
Bryan McCabe,
Hubie McDonough,
Mike McEwen,
Bob McGill,
Marty McInnis,
Alex McKendry,
Todd McLellan,
Jamie McLennan,
Dave McLlwain,
Roland Melanson,
Wayne Merrick,
Freddy Meyer,
Branislav Mezei,
Petr Mika,
Bill Mikkelson,
Kevin Miller,
Kip Miller,
Tom Miller,
Ken Morrow,
Bill Muckalt,
Brian Mullen,
Kirk Muller,
Ken Murray,
Anders Myrvold

## N
Dmitrij Nabokow,
Jewgienij Namiestnikow,
Alain Nasreddine,
Siergiej Niemczinow,
Neil Nicholson,
Frans Nielsen,
Janne Niinimaa,
Robert Nilsson,
Petteri Nokelainen,
Jeff Norton,
Gary Nylund,
Bob Nystrom

## O
Gino Odjick,
Todd Okerlund,
Vladimír Országh,
Chris Osgood

## P
Žigmund Pálffy,
Richard Park,
Grigorijs Panteļejevs,
Justin Papineau,
Jean-Paul Parise,
Greg Parks,
Mark Parrish,
Scott Pearson,
Michael Peca,
Stefan Persson,
Róbert Petrovický,
Tomi Pettinen,
Rich Pilon,
Dan Plante,
Jason Podollan,
Tom Poti,
Denis Potvin,
Félix Potvin,
Jean Potvin,
Pat Price,
Chris Pryor,
David Pulkkinen,
Taylor Pyatt

## Q
Deron Quint

## R
Joe Reekie,
Darcy Regier,
Steve Regier,
Robert Reichel,
Glenn Resch,
Barry Richter,
Jamie Rivers,
Randy Robitaille,
David Roche,
Doug Rombough,
Cliff Ronning,
Allan Rourke

## S
Joe Sacco,
Tommy Salo,
Dave Salvian,
Dave Scatchard,
Mathieu Schneider,
Ray Schultz,
Scott Scissons,
Alexander Semakeveryn,
Chris Simon,
Jason Simon,
Mike Sillinger,
Billy Smith,
Brandon Smith,
Ron Smith,
Vern Smith,
Wyatt Smith,
Bryan Smolinski,
Ryan Smyth,
Garth Snow,
Tommy Soderstrom,
Brent Sopel,
Brian Spencer,
Andre St. Laurent,
Paul Stanton,
Mike Stapleton,
Mike Stevens,
Ralph Stewart,
Ron Stewart,
Martin Straka,
Jason Strudwick,
Brent Sutter,
Duane Sutter,
Ron Sutter,
Ken Sutton,
Bob Sweeney

## Š
Miroslav Šatan

## T
Jeff Tambellini,
Steve Tambellini,
Dick Tarnstrom,
Chris Taylor,
Vic Teal,
Chris Terreri,
Gilles Thibaudeau,
Steve Thomas,
Milan Tichy,
Mattias Timander,
Jeff Toms,
John Tonelli,
Raffi Torres,
Graeme Townshend,
Bryan Trottier,
John Tucker,
Marko Tuomainen,
Pierre Turgeon,
Brad Turner

## V
Nicholas Vachon,
Steve Valiquette,
Darren Van Impe,
John Vanbiesbrouck,
Andrei Vasilyev,
Dennis Vaske,
Yvon Vautour,
David Volek,
Mick Vukota

## W
Mike Walsh,
Mike Watt,
Steve Webb,
Kevin Weekes,
Steve Weeks,
Mattias Weinhandl,
Ed Westfall,
Jason Widmer,
Jason Wiemer,
Brendan Witt,
Randy Wood

## Y
Mike York

## Z
Richard Zednik, 
Aleksiej Żytnik